# カザフスタン議会
カザフスタン議会（カザフスタンぎかい、カザフ語: Қазақстан парламенті、ロシア語: Парламент Казахстана、英語: Parliament of the Republic of Kazakhstan）は、カザフスタンの立法府である。

## 概要
両院制で、上院にあたる元老院と下院にあたるマジリスから構成される。
元老院の定数は49、任期は6年で、3年ごとに半数を改選する。マジリスの定数は98、任期は5年だが、解散がある。